# Herman Lamm

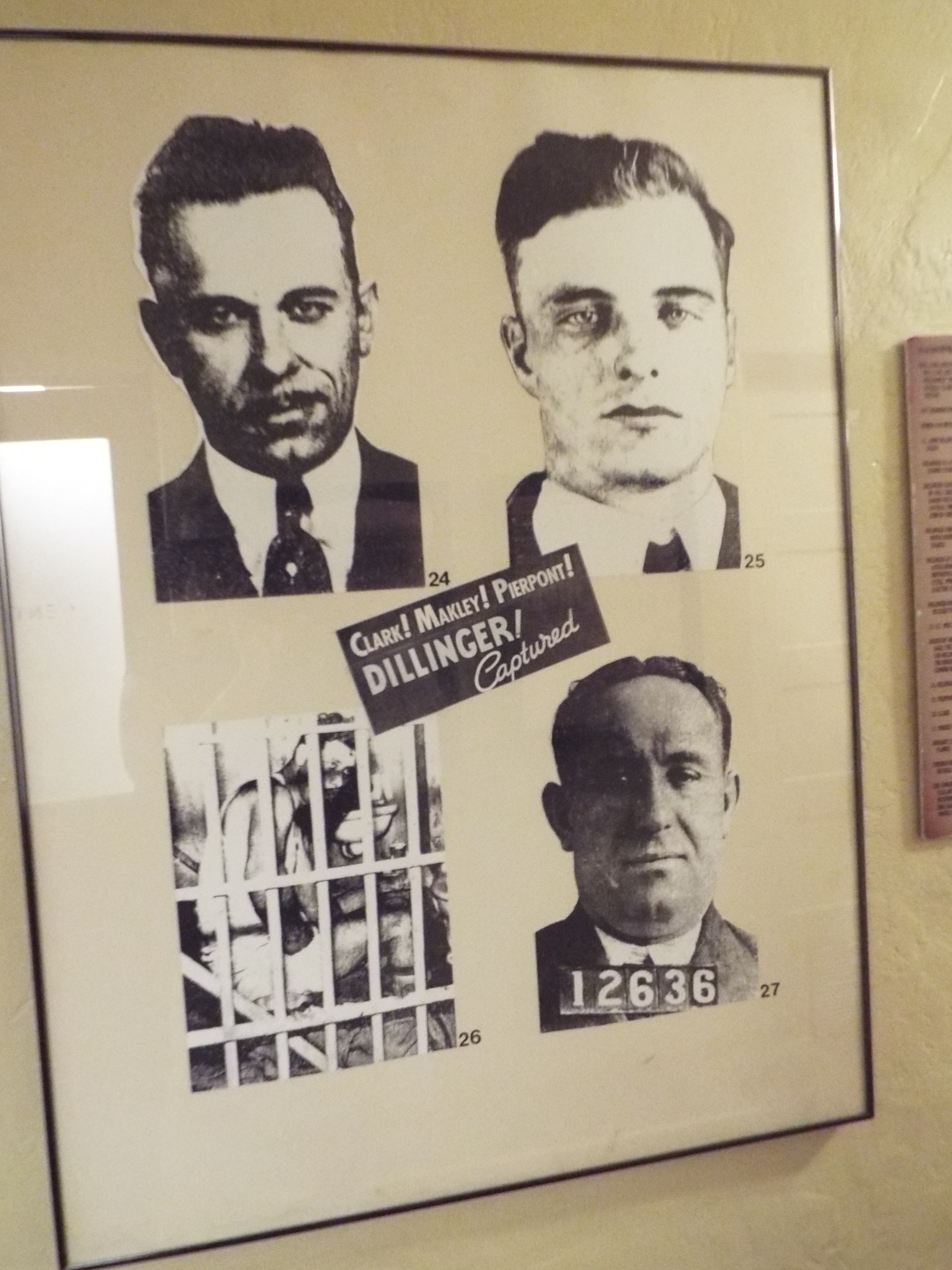
H. Lamm auf dem Dillinger-Fahndungsplakat

Hermann Karl Lamm (* 19. April 1890 in Kassel; † 16. Dezember 1930 in Sidell, Illinois) war ein deutsch-amerikanischer Bankräuber. 

## Biographie
Hermann Lamm wurde in Kassel geboren. Es gibt die Vermutung, dass er dort eine Metzgerlehre machte. Wann genau er in die USA auswanderte, ist nicht bekannt, er lebte aber schon 1915 dort. Mutmaßlich verließ er Deutschland im Jahre 1912; der US-amerikanische Hobbyforscher Paul Peterson gibt an herausgefunden zu haben, dass Lamm wegen Falschspiels aus dem Heer entlassen wurde.
In den USA lebte Lamm vornehmlich in Utah und erhielt die US-amerikanische Staatsbürgerschaft. Seine kriminelle Karriere in den USA begann er als Mitglied einer Bande, die Farmer mit K.-o.-Tropfen im Bier betäubten, um sie dann zu berauben. 1917 wurde er erstmals wegen eines Banküberfalls inhaftiert. Während seiner Haftzeit soll er beschlossen haben, künftige Überfälle so genau zu planen, dass er nicht erneut inhaftiert werde. Dabei griff er auf seine Erfahrungen als Soldat zurück.
Lamm achtete bei seinen Raubüberfällen genau auf Details der Zielobjekte und wird als „der Vater des modernen Banküberfalls“ bezeichnet. Er war der Überzeugung, dass ein Überfall die präzise Planung wie bei einer Militäroperation erfordere. Er war Pionier des Konzepts, eine Bank auszukundschaften („casing“) und Fluchtwege zu entwickeln, bevor er den Raub durchführte, und dass jeder Mittäter eine bestimmte Funktion übernehmen sollte; so erfand er die Rolle des Fluchtwagenfahrers. Mit diesem sorgfältigen Planungssystem namens „The Lamm Technique“ führte er Dutzende erfolgreicher Banküberfälle seit dem Ende des Ersten Weltkriegs durch. Er selbst nannte sich Baron Lamm, auch benutzte er den Namen Thomas Bell.
1930 beging Lamm in Sidell, Illinois, Suizid, als er nach einem verpatzten Überfall von einer Einheit der Strafverfolgungsbehörden umgeben war. Lamms Techniken wurden von anderen Bankräubern im ganzen Land analysiert und nachgeahmt, darunter war auch der berüchtigte John Dillinger, der diese Art der Planung von Komplizen Lamms im Gefängnis erlernt haben soll.